# Loi visant à la mise en œuvre du droit au logement
Pour les articles homonymes, voir Loi Besson.
Lire en ligne

Version à jour, texte d'origine sur Légifrance

La loi n° 90-449 du 31 mai 1990 visant à la mise en œuvre du droit au logement, dite loi Besson I, est une loi française qui vise à garantir un droit au logement par la création des « plans départementaux d'action pour le logement des personnes défavorisées » (PDALPD) et un « dispositif d'incitation à l'investissement locatif ».  
Cette loi ne doit pas être confondue avec le dispositif Besson, institué en 1999 pour accorder une réduction d'impôt pour l'acquisition d'un bien immobilier, ni avec la loi du 5 juillet 2000 relative à l'accueil et à l'habitat des gens du voyage, dite loi Besson II.

## Le contenu de la loi
Les objectifs de la loi Besson (du nom de Louis Besson, alors ministre détaché au Logement) sont clairement affichés :
« Garantir le droit au logement constitue un devoir de solidarité pour l'ensemble de la nation. Toute personne éprouvant des difficultés particulières, en raison notamment de l'inadaptation de ses ressources ou de ses conditions d'existence, a droit à une aide de la collectivité, dans les conditions fixées par la présente loi, pour accéder à un logement décent et indépendant et s'y maintenir. »
— Article 1 de la loi Besson sur le droit au logement
À cette fin des plans départementaux d'action pour le logement des personnes défavorisées (PDALPD) sont créés et des mesures d'incitations fiscales encouragent cette action.